# 체관부
1. 수(속층)
2. 원생물관부(원생목부)
3. 후생물관부(후생목부)
4. 체관
5. 후막조직 (인피 섬유)
6. 피층
7. 표피

체관(주황색)은 식물의 다양한 부위로 광동산화물을 운송한다.

아마의 줄기 단면

체관부(體官部) 또는 사부는 식물에서 영양분, 특히 당과 같은 유기 물질의 운반을 담당하고 있다. 체관부 중에는 이 외에도 체관부 유조직이나 체관부 섬유가 있으며, 또 겉씨식물의 체관에는 그 기능을 돕는 반세포가 부수적으로 존재한다. 이와 같이, 체관부도 물관부와 마찬가지로 여러 개의 구성 요소로 이루어진 복조직의 하나이다.

## 구조

체관부의 구조

체관조직은 섬유세포 및 보강세포 같은 후막조직과 미분화세포, 반세포 또는 단백세포 등의 분화세포, 유세포와 보통 '체요소'로 불리는 통도세포로 이루어져 있다.

### 통도세포 (체요소)
1. 체관부
2. 물관부
3. 부름켜(형성층)
4. 속층
5. 반세포

단순화시킨 체관부와 반세포들:

체관절은 식물 전체에서 당을 운반하는 역할을 하는 세포의 하나이다. 이 세포는 성숙해지면 세포핵이 없어지고 세포소기관]이 거의 남아있지 않기 때문에 대사량의 대부분을 주변의 반세포나 알부민세포에 의존한다. 체관절은 성숙해지기 전에 여느 세포들처럼 액포 및 리보솜과 같은 다른 세포소기관을 지니고 있지만, 대개는 세포벽으로 달라붙어 성장을 마치면 용해되므로 액체의 이동을 방해할 일이 거의 없다. 성숙기에도 남아있는 몇 안 되는 세포소기관 중 하나는 조면소포체(RER)로, 이 소기관들은 반세포이나 단백세포에 연결되는 원형질연락사 근처의 원형질막(PM)에서 찾을 수 있다. 모든 체관세포에는 변형되고 커진 원형질연락사에서 자라 있는 끝부분에서 사공이 모인 부분이 있는데, 이를 '체관영역' 또는 '사역'이라고 한다. 이 사공은 칼로스(callose)라는 다당류의 소판으로 보강된다.

### 체관 유조직 세포
체관 유조직 세포 또는 사부유세포는 체관부 내의 다른 유조직 세포는 대개 미분화되어 있으며 영양분 저장용으로 사용된다.

#### 반세포
체관 구성요소의 대사 기능은 유조직 세포의 특수한 형태인 '반세포' 또는 '동반세포'와의 밀접한 연관성에 달려 있다. 체관 요소의 모든 세포 기능은 (훨씬 더 작은) 반세포에서 일으키는데, 반세포를 제외하고 일반 핵이 있는 식물세포의 경우 보통 더 많은 수의 리보솜과 미토콘드리아을 가지고  있다. 반세포의 촘촘한 세포질은 원형질연락사에 의해 체관요소와 연결되어 있다. 체관요소와 반세포가 공유하는 공통측벽은 많은 수의 원형질연락사를 가지고 있다. 여기 세 가지 유형의 반세포가 있다.
1. 일반반세포: 벽이 매끄럽고 체관 이외의 세포와의 연락이 거의 없거나 전혀 없다.
2. 전이세포: 비체관세포에 인접한 벽이 많이 접혀 있어 더 넓은 이동 면적을 확보할 수 있다. 이들은 에너지가 필요한 세포벽에서 활발하게 펌핑되는 용질을 청소하는 데 특화되어 있다.
3. 중간세포: 많은 액포와 원형질연락사를 보유하고 있으며 라피노스 계열의 올리고당을 합성한다[2][3]

#### 단백세포
단백세포 또는 알부민세포는 반세포와 유사한 역할을 하지만 체관세포와 연락되어 있어 씨앗이 없는 관다발식물(예:고사리 등)과 겉씨식물에서만 발견된다.

### 후막조직
체관의 주요 기능은 당의 운반이지만, 후벽세포 같이 기계적 지지 기능을 가진 세포조직도 포함된다. 이들은 보통 섬유세포와 보강세포 두 가지 범주로 나뉜다. 두 가지 전부 2차세포벽을 가지고 있으며 성장이 완료되면 세포가 죽는다. 2차세포벽은 특히 리그닌을 함유하고 있기 때문에 강성과 장력이 증가한다.

#### 섬유세포
인피섬유는 유연성을 제한하지 않으면서 장력을 제공하는, 길고 좁은 보강세포의 하나이다. 물관부에서도 발견되며, 종이, 리넨, 솜과 같은 많은 직물의 주요 구성 요소이다.

#### 보강세포
보강세포는 압력을 가한 부정형의 세포이지만 유연성을 어느 정도 줄일 수 있다. 또한 초식동물이 먹기 어렵게 하는 역할이 있는데, 어느 정도 단단하고 불규칙한 모양 때문에 보강세포가 들어간 식물조직을 씹을 때 치아가 크게 마모된다. 배와 겨울배의 식감이 거친 이유도 과육이 보강세포의 일종인 석세포로 이루어져 있기 때문이다.

## 기능

체관 내의 전류 과정

(주로 죽은 세포들로 구성된) 물관과는 달리 체관은 식물 체액을 나르는 여전히 살아있는 세포들로 구성되어 있다. 이 체액은 수용액이며 광합성에서 만든 당이 풍부하다. 이러한 당들은 괴경 또는 구근과 같은 저장조직 내부나 뿌리와 같은 광합성을 하지 않는 식물조직으로 보내진다.
보통 봄과 같은 식물의 생육기 동안, 뿌리 등의 저장조직은 당의 공급원이며, 식물의 많은 생장부위는 당 흡수원이다. 체관의 움직임은 다방면(위아래)인 반면, 물관의 경우 단방향(위쪽으로만)이다.
이와는 반대로 생육기가 지나면 분열조직이 휴면에 들어가 잎가 공급원이 되고 저장조직이 흡수원이 된다. 과일과 같은 씨앗을 품는 조직이 발생하게 되면 항상 흡수원이 된다. 이러한 다방향적인 흐름과 인접한 체관 사이에서 체액이 쉽게 이동할 수 없다는 사실 때문에 인접한 체관의 체액이 반대 방향으로 흐르는 것은 드문 일이 아니다.
물관을 통한 물과 무기질의 이동은 대부분 음압(장력)에 의해 일어나지만, 체관을 통한 이동은 정수압에 의해 일어난다. 이 과정은 전류(轉流)라고 불리며, 체관부하(phloem loading)와 탈부하라는 과정이 나타난다.
체관액은 또한 관다발식물 전역에 정보 신호를 보내는 데 중요한 역할을 하는 것으로 생각된다. "부하 및 탈부하 양상은 주로 전기저항율 및 전기전도도와 원형질연락사의 수, 용질 명확의 위치 의존성 기능, 원형질막의 수송단백질로 결정짓는다. 최근 증거에 따르면 이동성 단백질과 RNA는 식물의 장거리 연락신호체계의 일부라고 한다. 또한 고분자가 원형질연락사를 통과할 때 직접 운반되고 분류된다는 증거도 존재한다."
당, 아미노산, 특정 식물호르몬, 심지어 메신저 RNA와 같은 유기분자들은 체요소를 통해 체관부로 운반된다.
체관부는 또한 초파리 같이 파리목에 속하는 곤충들의 산란과 양육을 위한 인기 있는 장소로도 쓰인다.

### 박피
대부분의 식물들에서 체관은 물관 바깥에 위치하기 때문에 나무나 초본식물은 줄기 위에 있는 나무껍질을 고리모양으로 벗겨내 죽일 수 있다. 체관부가 파괴되면 영양분은 뿌리에 도달할 수 없게 되고 나무/풀은 죽게 된다. 비버와 같은 동물이 있는 지역에 위치한 나무는 비버가 상당히 정확한 높이에서 씹기 때문에 취약하다. 이 과정을 박피 또는 환상박피라고 하며 농업 및 임업 목적으로 사용한다. 예를 들어 박람회나 카니발에서 볼 수 있는 거대한 과일 및 채소들은 박피를 통해 생산된다. 농부는 큰 가지의 기부에 박피대를 놓고 그 가지에서 하나를 제외한 모든 열매를 제거한다. 따라서 잎에서 제조한 모든 당은 열매 하나를 제외하고 갈 수 있는 흡수원이 없으므로 보통 크기의 몇 배로 커진다.

### 기원
식물이 배 상태일 때, 관다발 조직은 배의 중심에 있는 전형성층 조직에서 형성된다. 원생체관부 자체는 자엽절로 확장되는 주맥에서 나타나며, 이는 속씨식물에서 잎이 처음으로 연속적인 가닥을 형성하는 것을 의미한다. PIN1 단백질이 운반하는 옥신 호르몬은 이러한 원체관부 가닥의 생장을 담당하며, 이는 해당 조직의 최종 일체성을 나타낸다. 쇼트루트(SHOTROOT, SHR)와 microRNA165/166도 이 과정에 참여하며, 칼로오스 생성효소 3는 SHR과 microRNA165가 갈 수 있는 위치를 억제한다. 또한, 체관부의 분화 동안 NAC45/86 유전자의 발현은 식물 내 특정 세포에서 제핵시켜 체요소를 생성하는 기능을 한다.
배에서 뿌리의 체관부는 배의 뿌리와 떡잎 사이에 있는 상부 배축에서 독자 발달한다.
생장을 마친 식물의 체관부는 유관속형성층의 분열조직세포에서 기원해 바깥쪽에서 자란다. 체관부는 단계적으로 생성된다. 1차 체관부(1차사부)는 정단분열로 인해 배치되고 전형성층에서 형성된다. 2차 체관부(2차사부)는 유관속 형성층에 의해 체관부에 자리잡힌 층(들) 내부로 배치된다. 줄기세포에서 성숙한 체요소로의 체관부 발달의 분자 제어는 모델 식물 애기장대의 주근에 대해 가장 잘 이해된다.
일부 쌍떡잎식물 계열(협죽도과, 메꽃과, 박과, 가지과, 도금양과, 국화과, 팥꽃나무과)에 있는 체관부는 유관속 형성층의 내부에서도 발생하는데, 이 경우 외부체관부와 내부체관부 또는 물관부내체관부로 구분한다. 내부체관부는 대부분 1차적이며, 예외가 없지는 않지만, 외부체관부 및 원생물관부보다 늦게 분화를 시작한다. 일부 다른 과(비름과, 분꽃과, 살바도라과)에서는 부름켜가 주기적으로 물관부로 둘러싸인 체관부의 안쪽 가닥 또는 층을 형성하는데, 이러한 체관 가닥을 '물관부내체관부'라고 부른다.

## 영양적 쓰임새

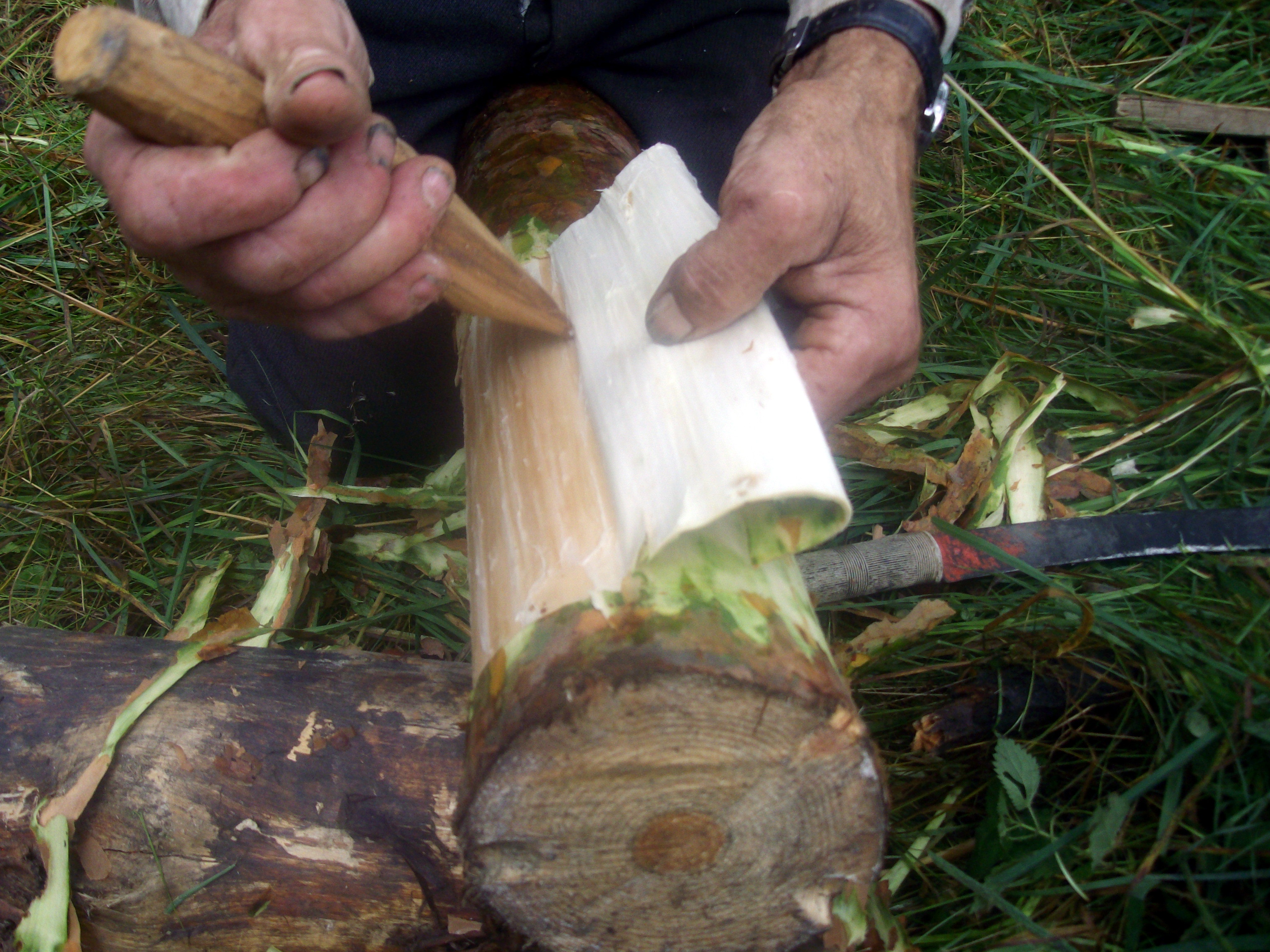
소나무 가지의 내수피를 제거하는 모습

소나무의 체관부는 핀란드와 스칸디나비아 국가에서 대체 식품으로 사용되어 왔으며, 심지어 북동부의 좋은 시기에도 사용되었다. 1860년대 대기근에는 예년의 체관부 공급으로 인해 핀란드와 스웨덴에 모두 영향을 끼쳤다. 수피빵(kuori leipää)은 나무의 체관부를 건조시키고 부수어 가루(핀란드어로 pettu) 상태로 만든 다음, 호밀과 섞어 만든 딱딱하고 짙은 색의 핀란드 전통 빵이다. 과소평가된 이 빵은 실제 호밀이나 시리얼 가루 없이 버터밀크와 페투로만 만든 '실코'(silkko)였다. 최근에는 '페투'가 핀란드인들 사이에서 호기심에 부응해 다시 이용되고 있으며, 일부는 건강상의 이점을 주장하기도 했다.
과거에는 은자작나무에서 생산된 체관부도 가루를 만드는 데 사용되었다.